# Sụn
Sụn là mô liên kết mềm dẻo được tìm thấy ở nhiều nơi trong cơ thể người và các động vật khác, có trong khớp giữa các xương, khung sườn lồng ngực, vành tai, mũi, các phế quản và các đĩa gian đốt sống... Sụn không giòn chắc bằng xương nhưng lại cứng hơn và không mềm dẻo bằng cơ.
Sụn được cấu tạo bởi những tế bào chuyên biệt gọi là nguyên bào sụn, nguyên bào sụn sản xuất một lượng lớn chất nền ngoại bào gồm các thành phần: sợi collagen; chất căn bản chiếm lượng lớn, giàu proteoglycan; và sợi elastin. Sụn được chia thành ba loại, sụn chun, sụn trong and sụn xơ, khác nhau về tỉ lệ của ba thành phần cấu tạo chính. Nguyên bào sụn bị giữ lại trong chất nền gọi là tế bào sụn. Chúng nằm trong ổ sụn, có thể có đến 8 tế bào sụn trong 1 ổ sụn.
Không giống như các loại mô liên kết khác, sụn không chứa mạch máu, thần kinh và bạch huyết. Tế bào sụn được nuôi dưỡng bởi sự thẩm thấu, sự thẩm thấu này được hỗ trợ bằng áp lực tạo nên bởi lực nén của sụn khớp hay sự đàn hồi của sụn chun. Do đó, so với các loại mô liên kết khác, sụn sinh trưởng và sửa chữa chậm hơn.